# Arabia (entreprise)
Pour les articles homonymes, voir Arabia.
Arabia était une entreprise, fondée en 1873, de design et de production d'objets en faïence et en porcelaine en Finlande.

## Histoire
L'usine Arabia était située le long de Hämeentie à Arabianranta. 
De nos jours, les locaux abritent l'école supérieure Aalto d'art, de design et d'architecture d'Helsinki.
Plusieurs designers notables, tels que Kaj Franck et Birger Kaipiainen (fi), ont conçu des produits pour Arabia, et Arabia a remporté de nombreux prix de design. 
Selon une enquête de Taloustukkus réalisée en 2006, Arabia était la marque finlandaise la plus appréciée avec Sininen de Fazer.
Arabia a été achetée par l'entreprise Hackman en 1990. 
Aujourd'hui, la marque Arabia appartient au groupe Iittala, qui a quitté Hackman et a été transféré à Fiskars en 2007.

## Galerie

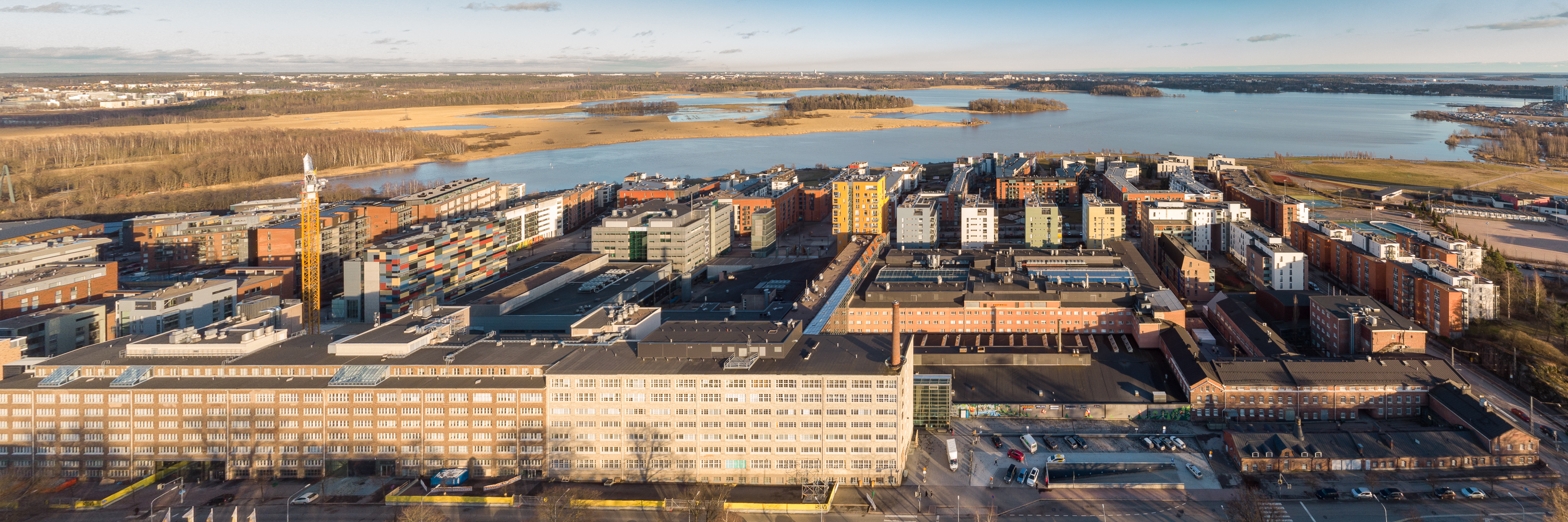
Les anciennes usines d'Arabia en 2020.

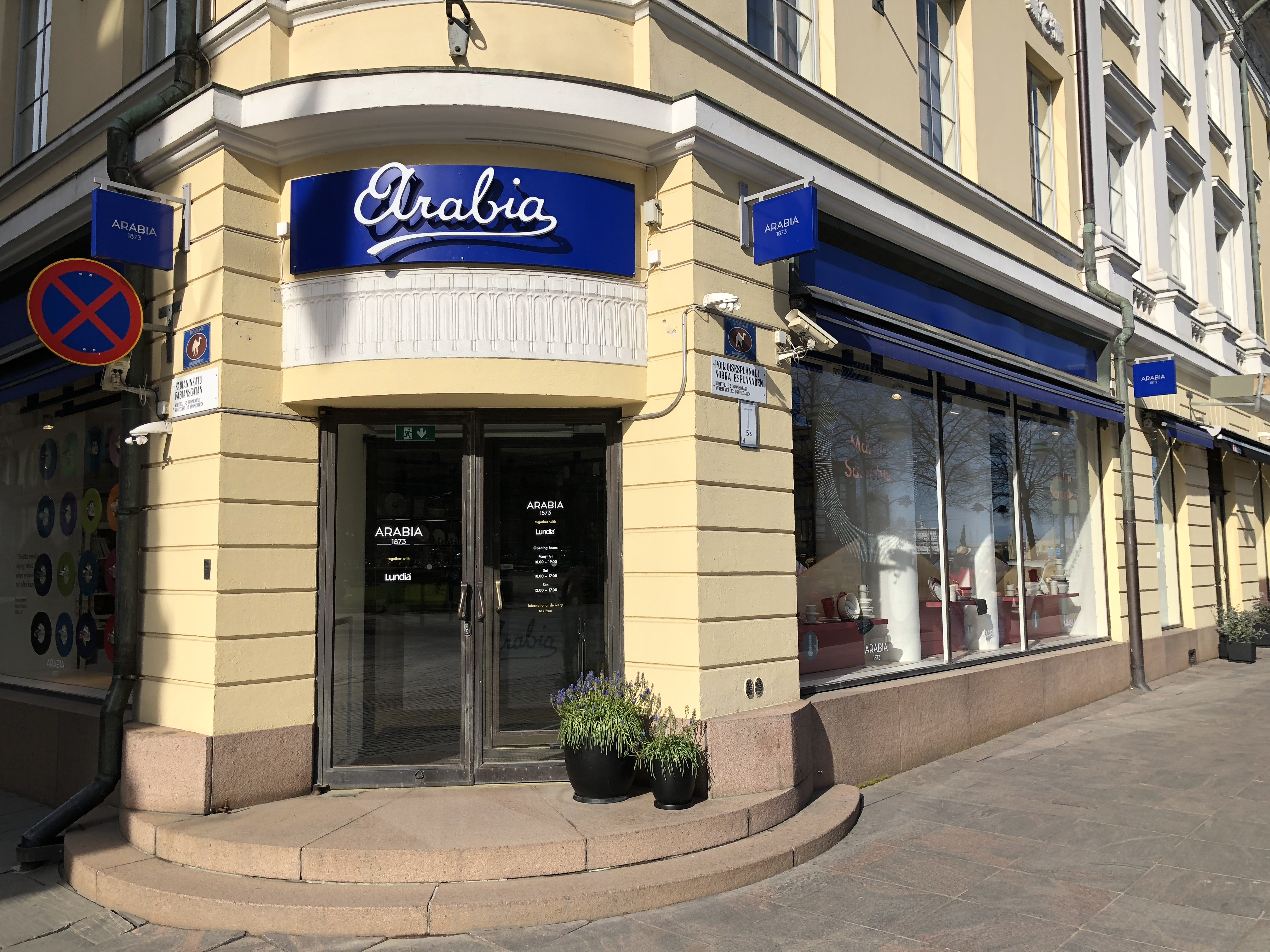
Boutique de la marque Arabia dans l'immeuble Palmqvist.
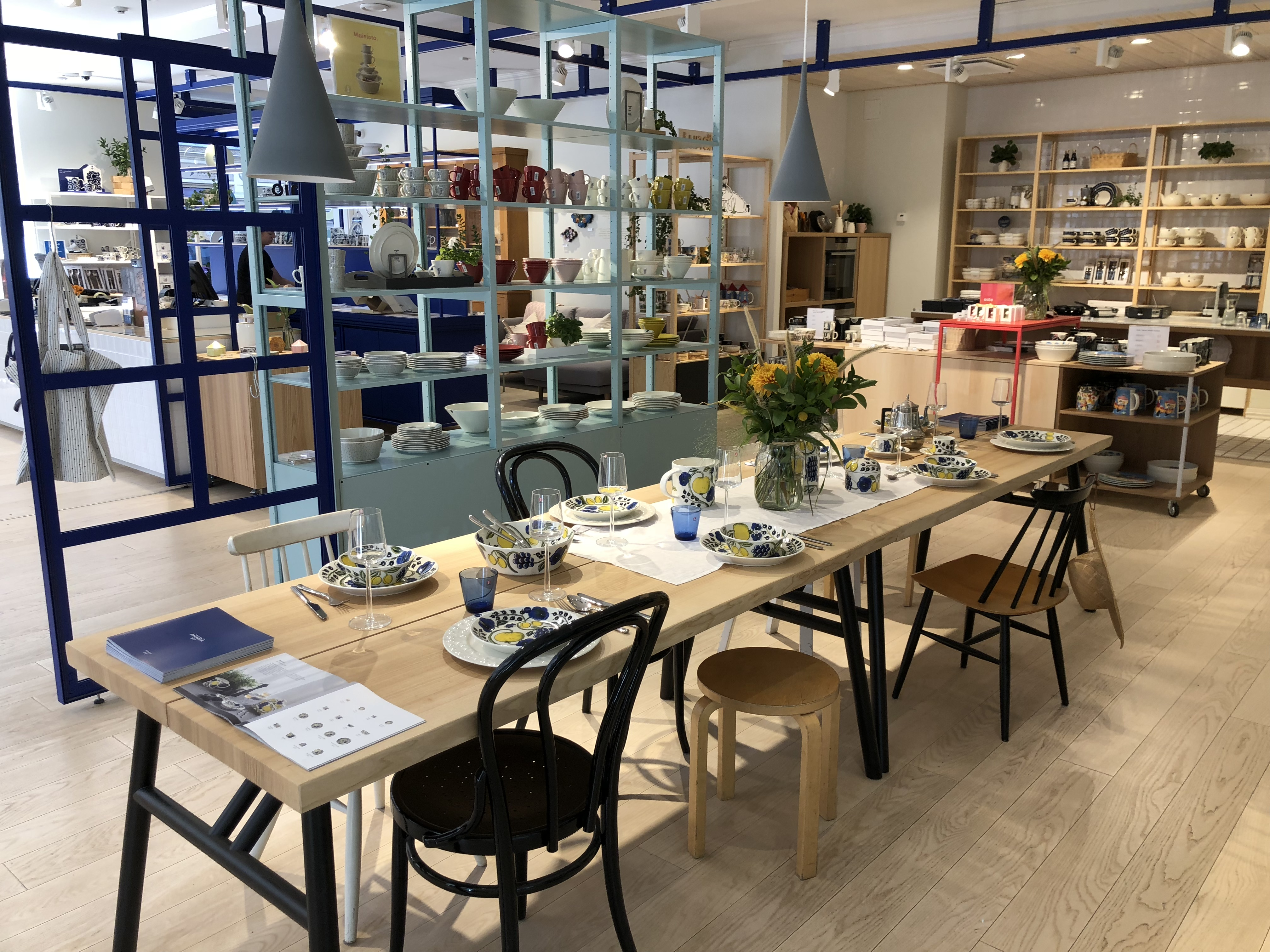
Intérieur de la boutique.
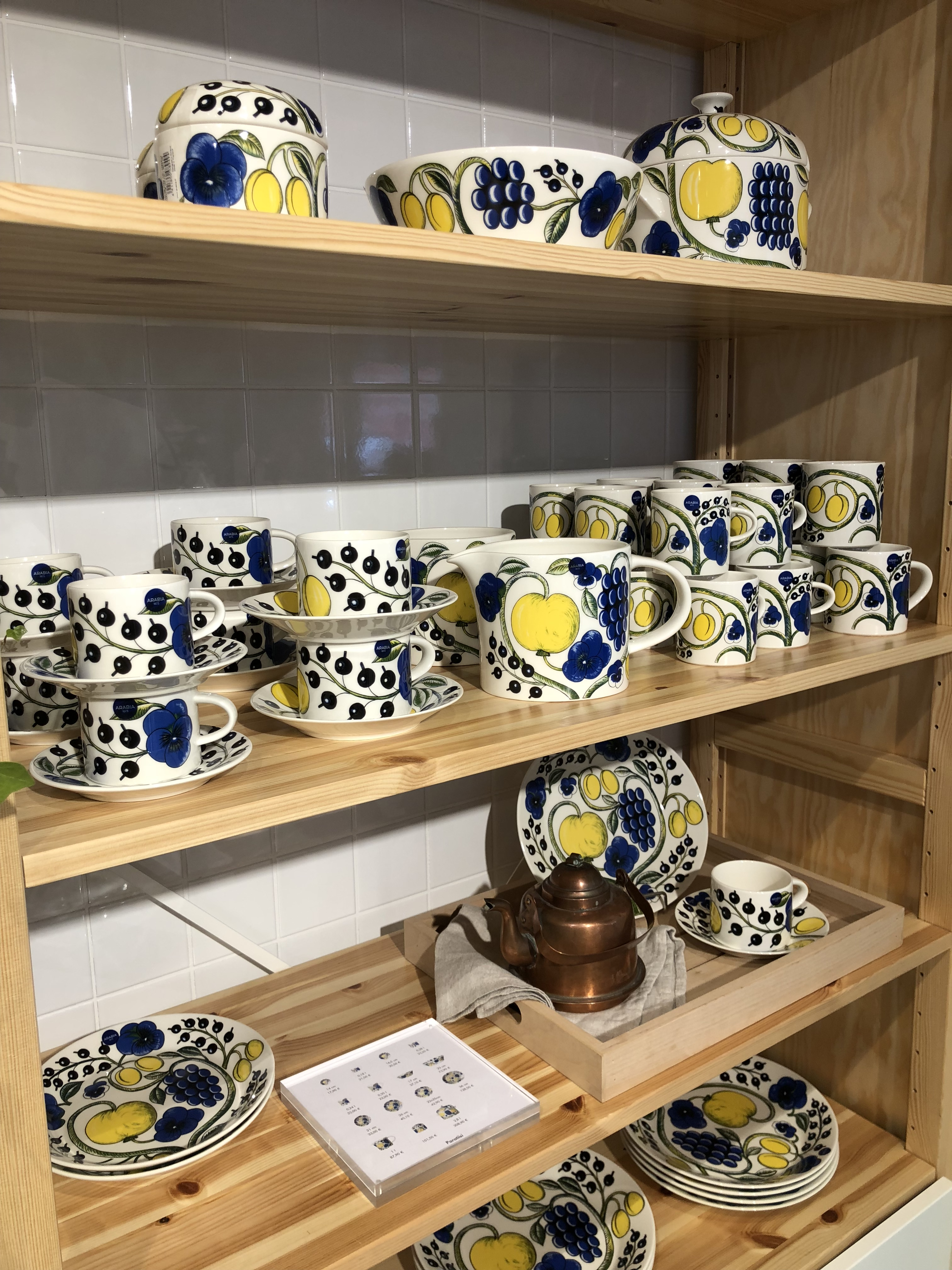
Collection Paratiisi de Birger Kaipiainen.